# Glenea nigrotibialis
Glenea nigrotibialis är en skalbaggsart som beskrevs av Stefan von Breuning 1950. Glenea nigrotibialis ingår i släktet Glenea och familjen långhorningar. Inga underarter finns listade i Catalogue of Life.